# Eremomela scotops
Eremomela scotops là một loài chim trong họ Cisticolidae.